# Baarsjesweg

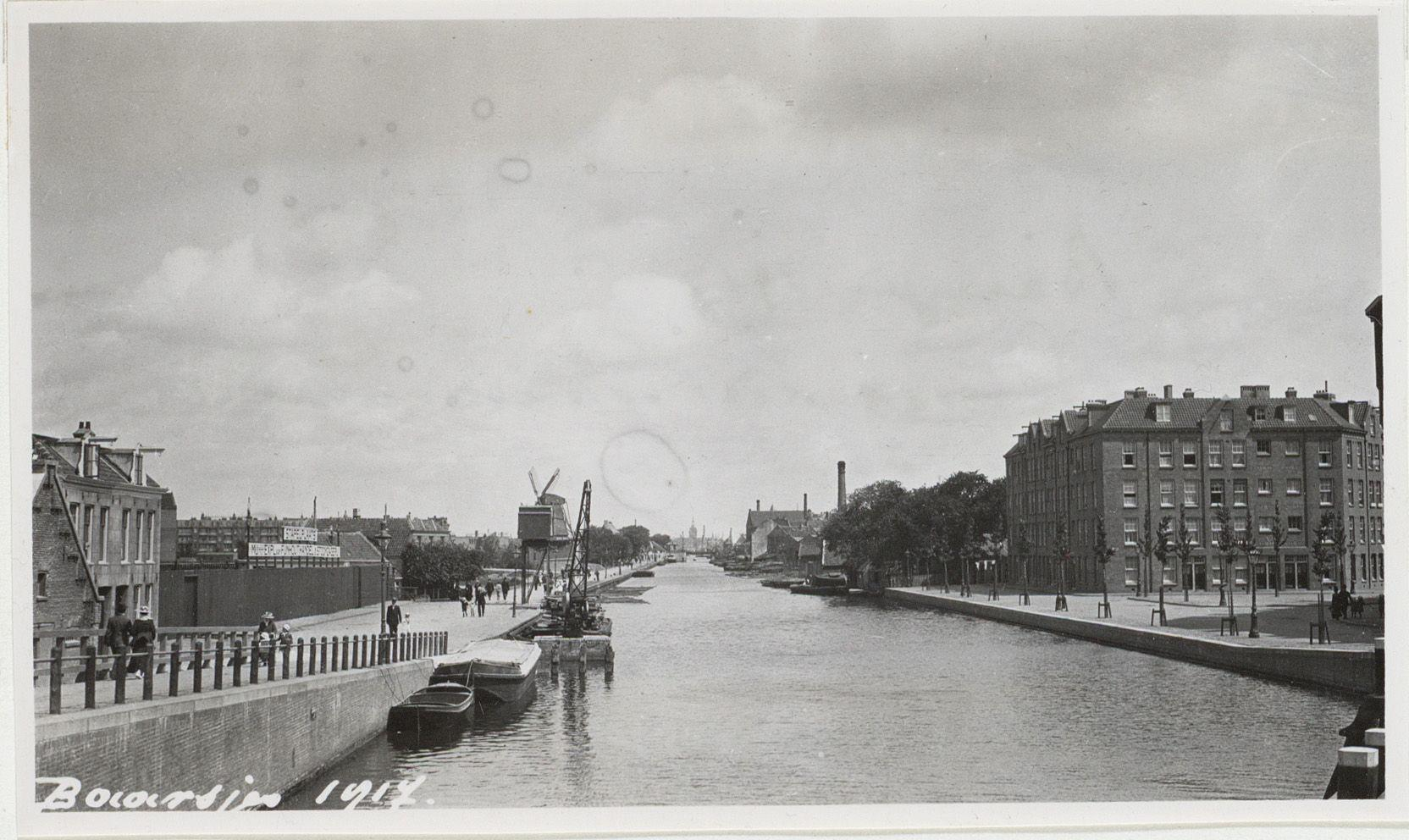
De Kostverlorenvaart gezien vanaf Kinkerbrug in noordelijke richting. Links de Baarsjesweg, rechts: ingang Hasebroekstraat; 1917.

De Baarsjesweg is een straat in Amsterdam-West. Deze weg markeert de oostelijke begrenzing van De Baarsjes. De weg loopt langs de Kostverlorenvaart over een lengte van meer dan een kilometer.
De weg begint bij de Admiraal de Ruijterweg en loopt tot aan de Postjesweg, om daar even onderbroken te worden en verderop, voorbij de aansluiting van de Postjeswetering, weer verder te gaan, dan doorlopend tot aan de Surinamestraat bij de Overtoomse Sluis.
Waar de weg begint was in vroeger tijden een herberg gevestigd die de naam 'De Drie Baarsjes' droeg, waar de voormalige buurtschap De Baarsjes, de Baarsjesweg en het voormalige stadsdeel De Baarsjes, nu de woonwijk De Baarsjes, naar vernoemd zijn.

## Gebouwen aan de Baarsjesweg

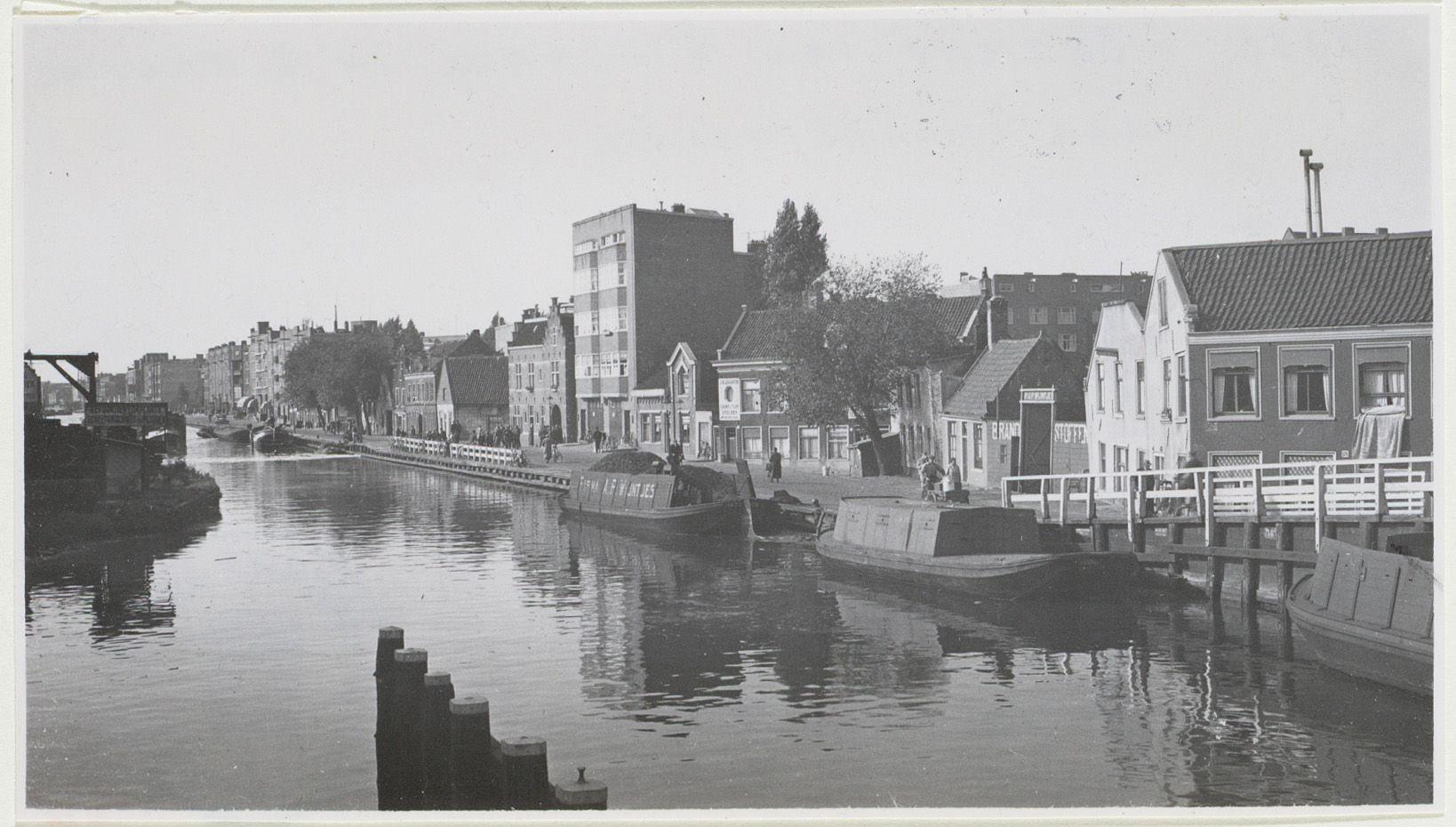
De Baarsjesweg met buurtschap De Baarsjes, gezien vanaf de Wiegbrug in zuidwestelijke richting. Geheel rechts de voormalige herberg De Drie Baarsjes; 1936.
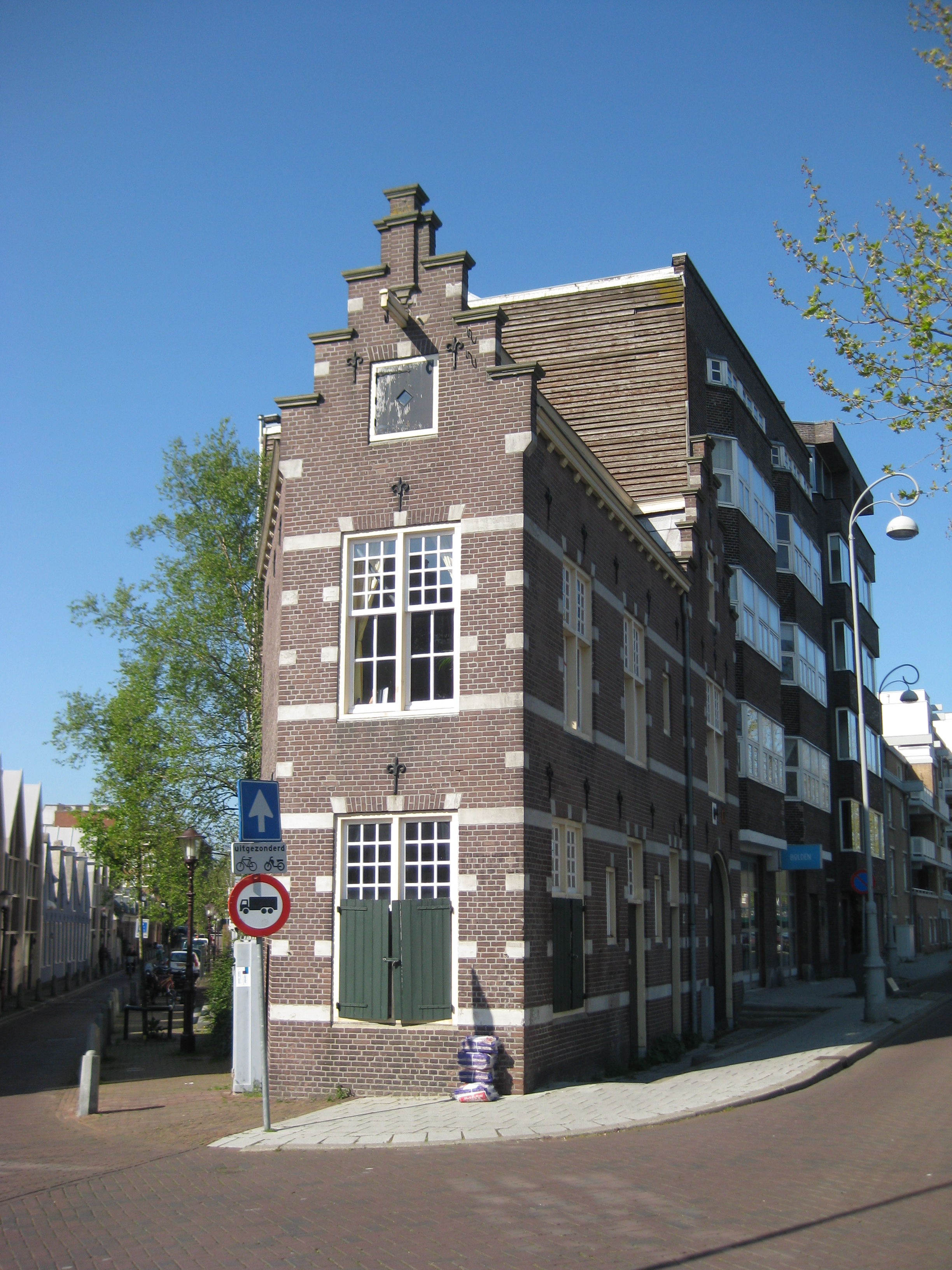
Politieposthuis van de vroegere gemeente Sloten op de hoek van de Baarsjesweg en de Slatuinenweg; 2014.
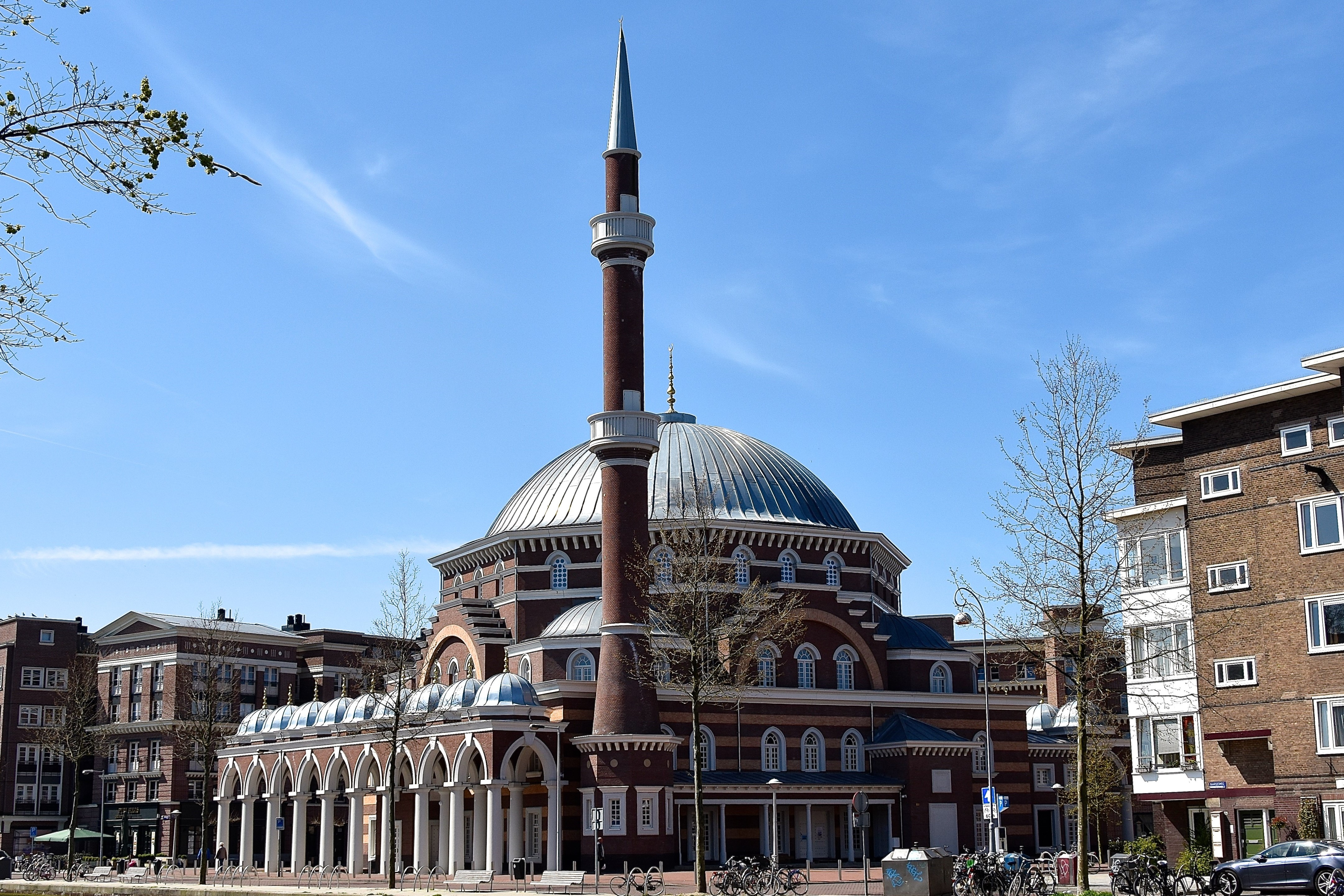
De Westermoskee aan de Baarsjesweg; 2016.
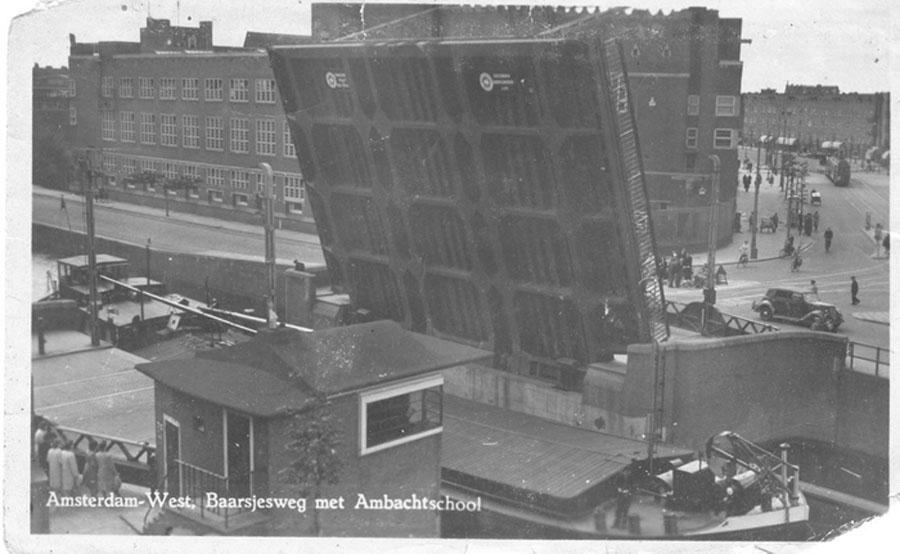
Baarsjesweg bij de nieuwe Kinkerbrug; 1937.
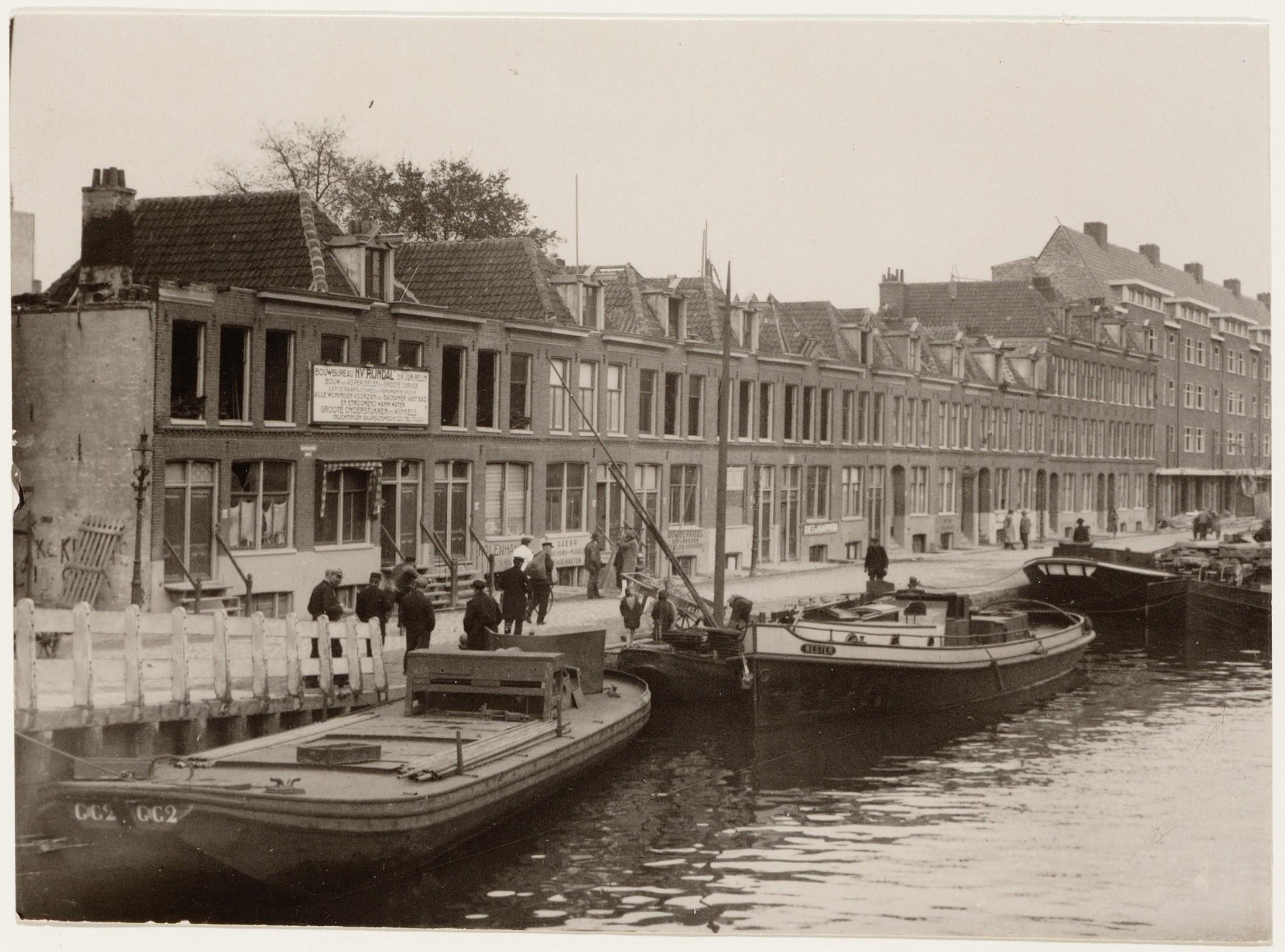
Afbraak van huizen langs de Baarsjesweg voor vervanging door nieuwbouw (op volgende foto); 1928.
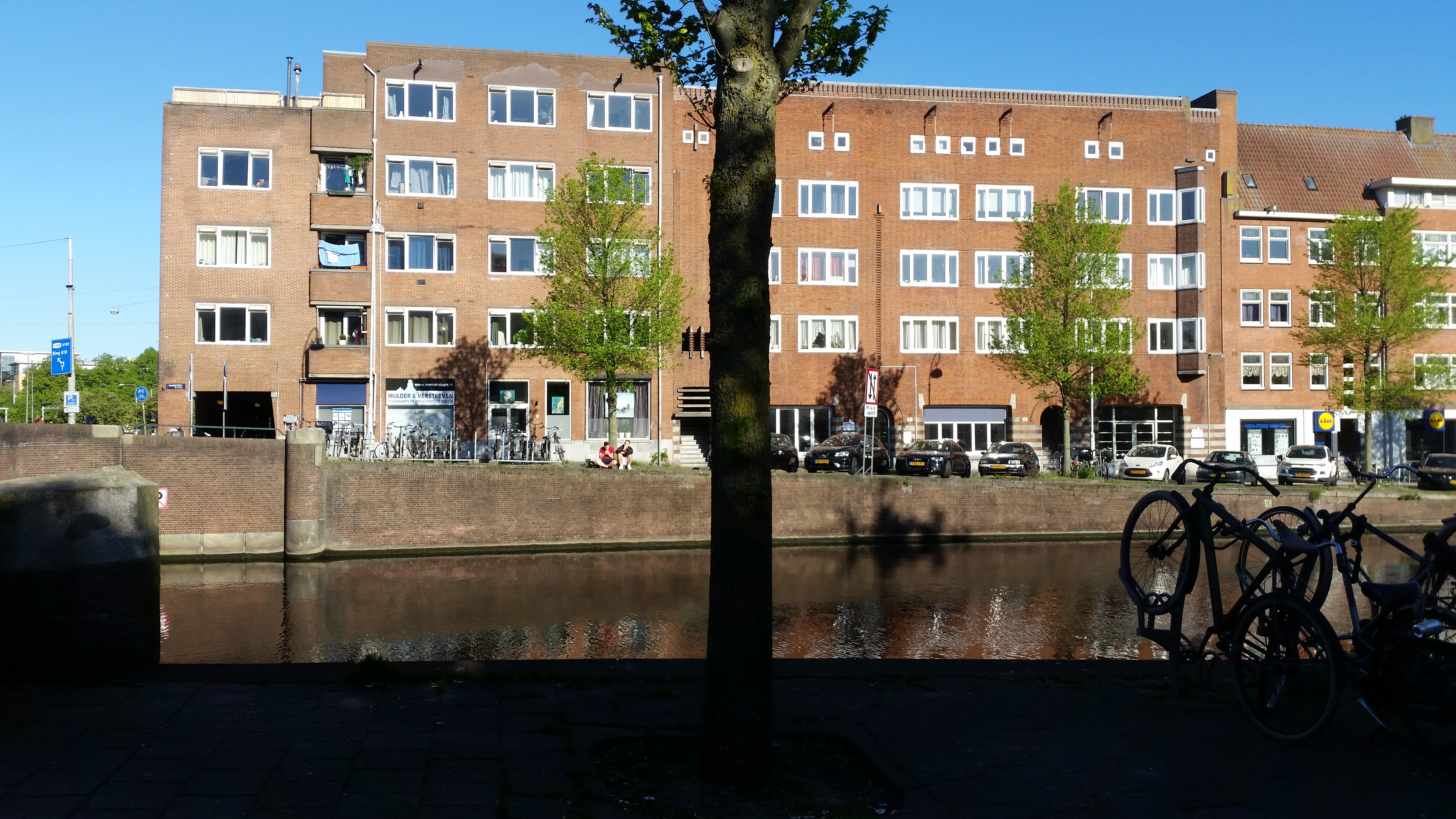
Bebouwing langs de Baarsjesweg hoek Surinamestraat uit de jaren twintig; 2018.